# Gleitflugzeug

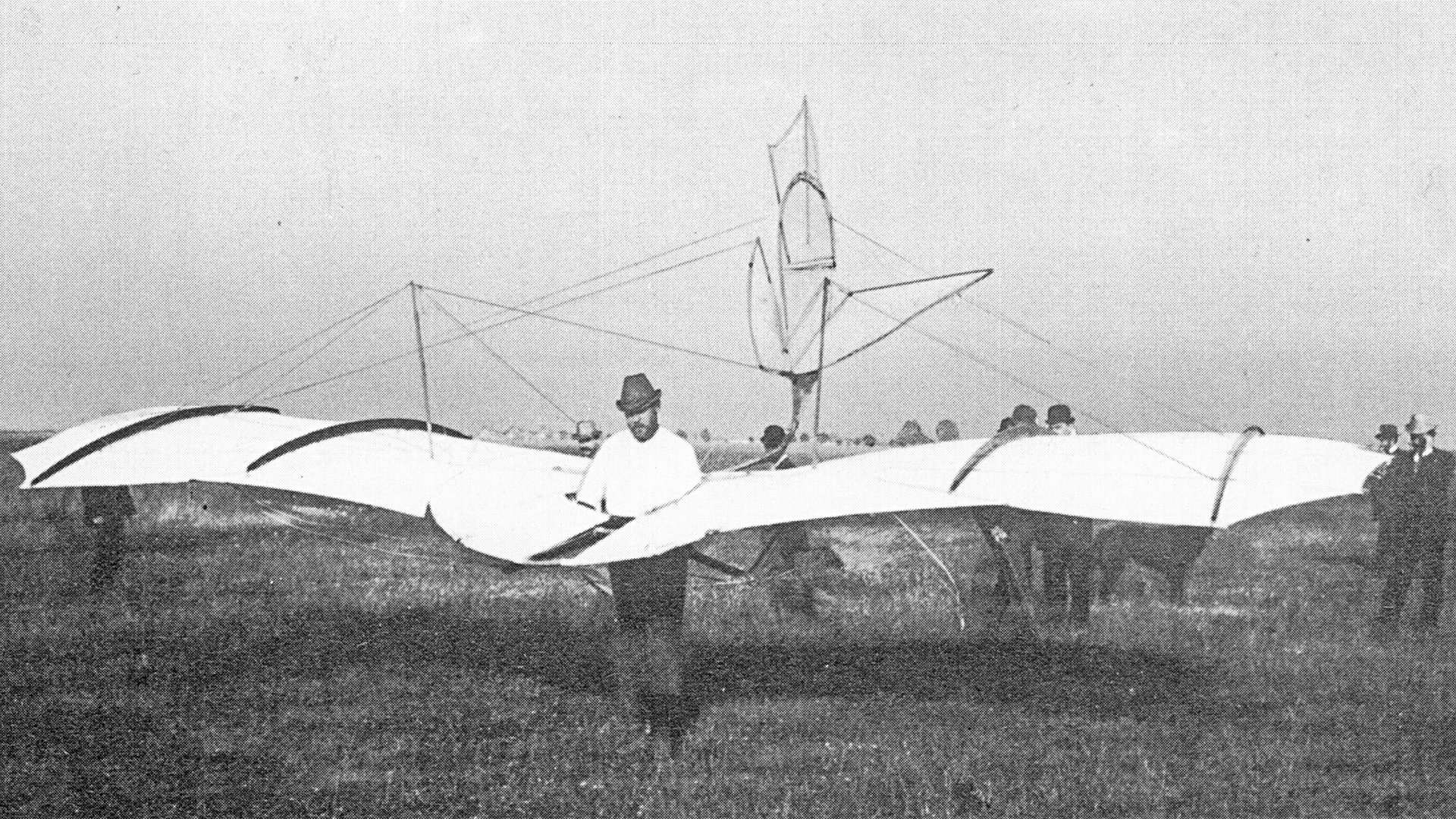
Der „Normalsegelapparat“ von Otto Lilienthal, das erste in Serie gebaute manntragende Schwerer-als-Luft-Fluggerät war ein fußstartfähiges Gleitflugzeug, 29. Juni 1895

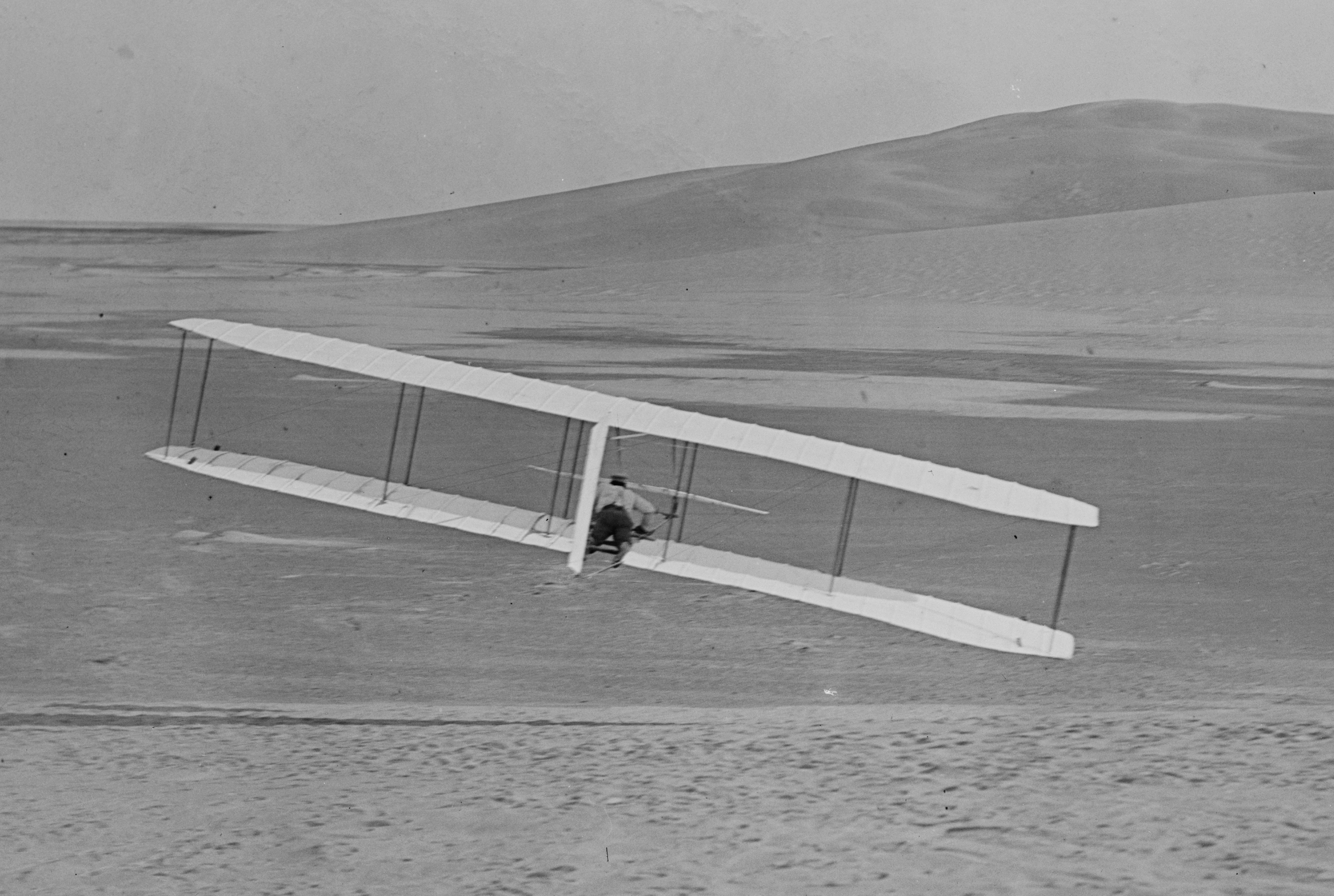
Der „1902 Wright Glider“ der Brüder Wright, das erste Flugzeug mit vollständiger aerodynamischer Flugsteuerung für alle drei Raumachsen, 24. Oktober 1902

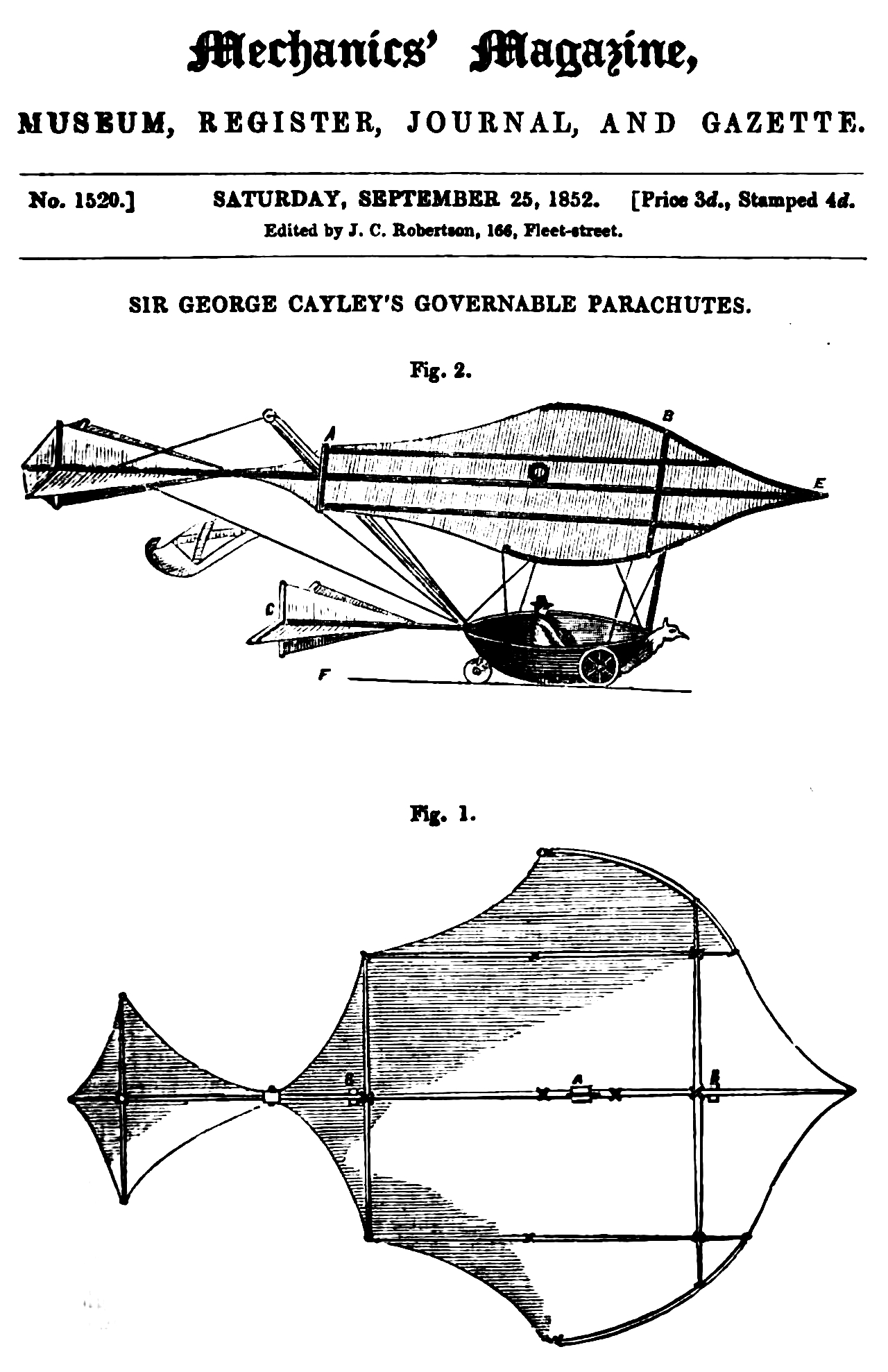
Gleiter von Cayley in Mechanics’ Magazine, 1852

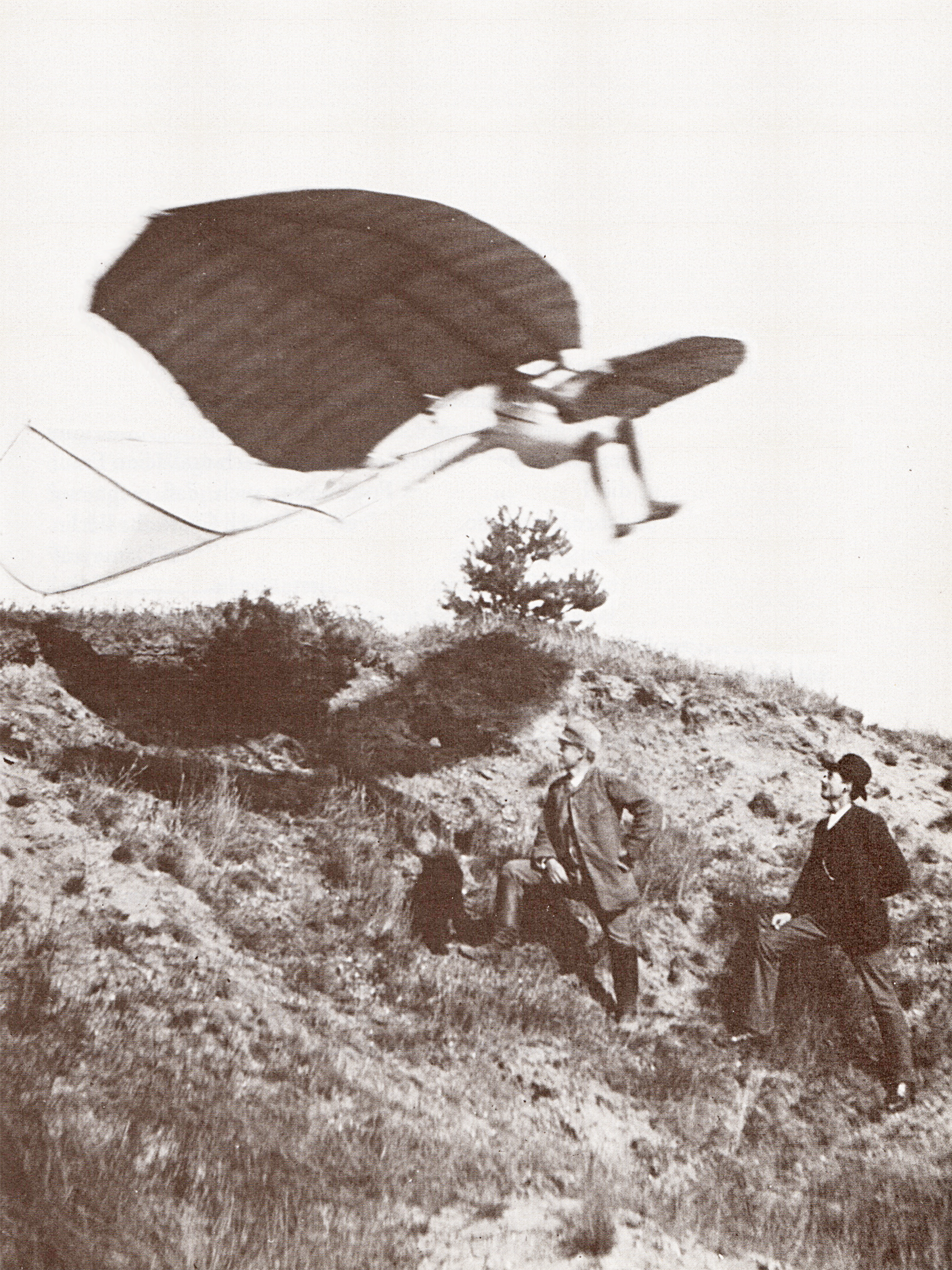
Der „Derwitzer Gleiter“ von Otto Lilienthal 1891 mit Lilienthal als Pilot

Ein Gleitflugzeug (kurz auch Gleiter) ist ein motorloses Flugzeug, das die Vorwärtsbewegung in der Luft allein durch Umsetzung von Höhe (Lageenergie) in Auftrieb und Vortrieb erzeugt (Gleitflug). Das erste manntragende „schwerer als Luft“ Fluggerät, mit dem wiederholt kontrollierte Flüge durchgeführt wurden – der 1891 von Otto Lilienthal gebaute und geflogene „Derwitzer Gleiter“ –, war ebenso wie das erste Flugzeug mit vollständiger aerodynamischer Flugsteuerung für alle drei Raumachsen – der 1902 von den Brüdern Wright gebaute „Wright Glider“ – ein Gleitflugzeug.
Die Grenzen zwischen den in der Regel ebenfalls motorlosen Segelflugzeugen und Gleitflugzeugen sind fließend. Im engeren Sinne bezeichnet man nur die motorlosen Flugzeuge als Gleitflugzeuge, die aufgrund ihrer Konstruktion (Gleitzahl) nicht imstande sind, mit den normalerweise in der Atmosphäre vorkommenden Aufwinden Höhe zu gewinnen. Insbesondere Segelflugzeuge zur Anfängerschulung im Segelflug, die nur eine geringe Gleitzahl aufweisen, wurden früher als Gleitflugzeuge bzw. Schulgleiter bezeichnet.
Seit den 1990er Jahren wird der Begriff „Gleitflugzeug“ in Luftfahrt-Regelwerken für spezielle Luftsportgeräte verwendet.

## Geschichte

### George Cayley
George Cayley begann 1804 große Eindecker-Gleitflugzeuge zu bauen, die mit großen Vordertragflächen, kleineren Hecktragflächen und horizontalen Stabilisatoren bereits große Ähnlichkeiten zu heutigen Gleitern aufwiesen. Im Jahr 1809 gab es nach Cayleys eigenem Bericht im Journal of Natural Philosophy, Chemistry and the Arts, Volume 24, einen Flug mit einem Gleiter ohne Besatzung. Im September 1852 veröffentlicht Cayley den Beitrag Sir George Cayley´s Governable Parachutes (dt. Sir George Cayleys steuerbare Fallschirme) im Mechanics’ Magazine, der die Pläne und Beschreibungen zu einem einflächigen Gleitflugzeug enthält. Cayley weist in seinem Artikel darauf hin, dass dieses aerial vehicle (dt. Luftfahrzeug) ausgiebig ohne Pilot mit Ballast von einem Pfund Gewicht auf den Quadratfuß Fläche erfolgreich getestet worden sei.

### Lilienthal Gleiter
Die ersten reproduzierbar gesteuerten Flüge mit manntragenden „schwerer als Luft“ Fluggeräten waren Gleitflüge und wurden von Otto Lilienthal 1891 mit dem Derwitzer Apparat, einem fußstartfähigen Gleitflugzeug – vom Piloten durch Gewichtssteuerung gesteuert – in Derwitz durchgeführt. Fußstartfähig heißt, dass der Pilot zum Start mit dem Gerät auf den Schultern einen Hang hinabläuft und beschleunigt, bis ihn der Flügel trägt und vom Boden hebt. Um systematisch und regelmäßig Gleitflüge durchführen zu können, ließ Lilienthal 1894 den Fliegeberg errichten. Zur Sammlung praktischer Flugerfahrung wurden auch nach Lilienthals Tod 1896 von Octave Chanute, Augustus Herring, Ferdinand Ferber und anderen bis zur Realisierung des Motorflugs fußstartfähige Gleitflugzeuge gebaut und eingesetzt.

### Brüder Wright
Die Brüder Wright entwickelten mit ihrem Gleitflugzeug 1902 Wright Glider das weltweit erste Flugzeug mit vollständiger aerodynamischer Flugsteuerung für alle drei Raumachsen. Von der Auftriebsleistung ihres Tragflächenprofils und der Verlässlichkeit ihrer Kurvenflugsteuerung – Synchronisation der Flügelverwindung/Querruder-Auslenkung mit den Auslenkungen eines beweglichen Seitenruders – überzeugten sie sich 1902 in hunderten von Gleitflügen, bevor sie sich 1903 dem Motorflug zuwandten und ihren Glider zum Flyer weiterentwickelten.

## Grundprinzip
Im Prinzip kann jedes Flugzeug als Gleitflugzeug verwendet werden und in der Praxis wird die Gleitflugfähigkeit bei Notfällen auch genutzt. Beispielsweise legte ein Airbus A330 beim Air-Transat-Flug 236 eine Strecke von 120 km im Gleitflug zurück. Die Notwasserung des US-Airways-Flugs 1549 auf dem Hudson River wurde nach komplettem Triebwerksausfall im Gleitflug durchgeführt.

## Spezielle Gleitflugzeuge
Eine Reihe von Flugzeugtypen, die für besondere Flugmissionen vorgesehen sind, sind für eine antriebslose Landung als reine Gleitflugzeuge ausgelegt. Zu dieser Gruppe gehören
- Schulgleiter, auf denen Flugschüler in der Anfangszeit des Segelfluges das Fliegen erlernten;
- Raab-Katzenstein RK 7, ein Schleppgleiter, der 1927 speziell für die Erprobung und Demonstration des Flugzeugschlepps entwickelt wurde;
- Lastensegler und Spezialgleiter, die mit Schleppflugzeugen in Zielnähe geschleppt werden, um dann eigenständig im Gleitflug zu operieren (z. B. Waco CG-4A, DFS 230, Blohm & Voss BV 40);
- viele Raketenflugzeugtypen, z. B. der Abfangjäger Me 163 (1941) und das Überschall-Experimentalflugzeug Bell X-1 (1946), die als Gleitflugzeuge landen;
- die Space Shuttle Raumfähren (1977), die nach dem Wiedereintritt in die Atmosphäre als reine Gleitflugzeuge landen;
- SpaceShipOne (2003), das Experimentalflugzeug für den suborbitalen Flug, das im gesteuerten Gleitflug landet.

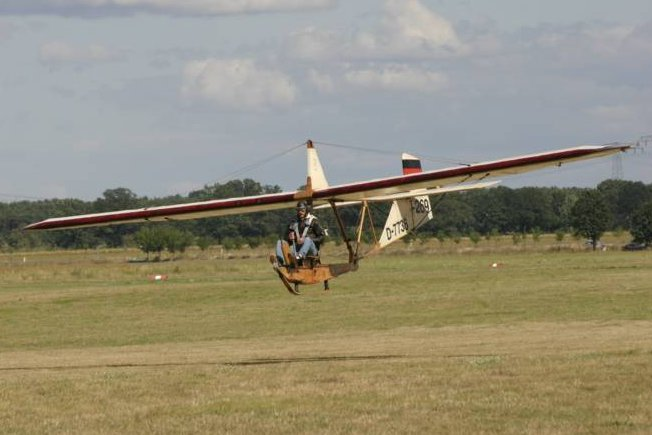
„Klassischer“ Schulgleiter SG 38 (Entwicklungsjahr 1938)
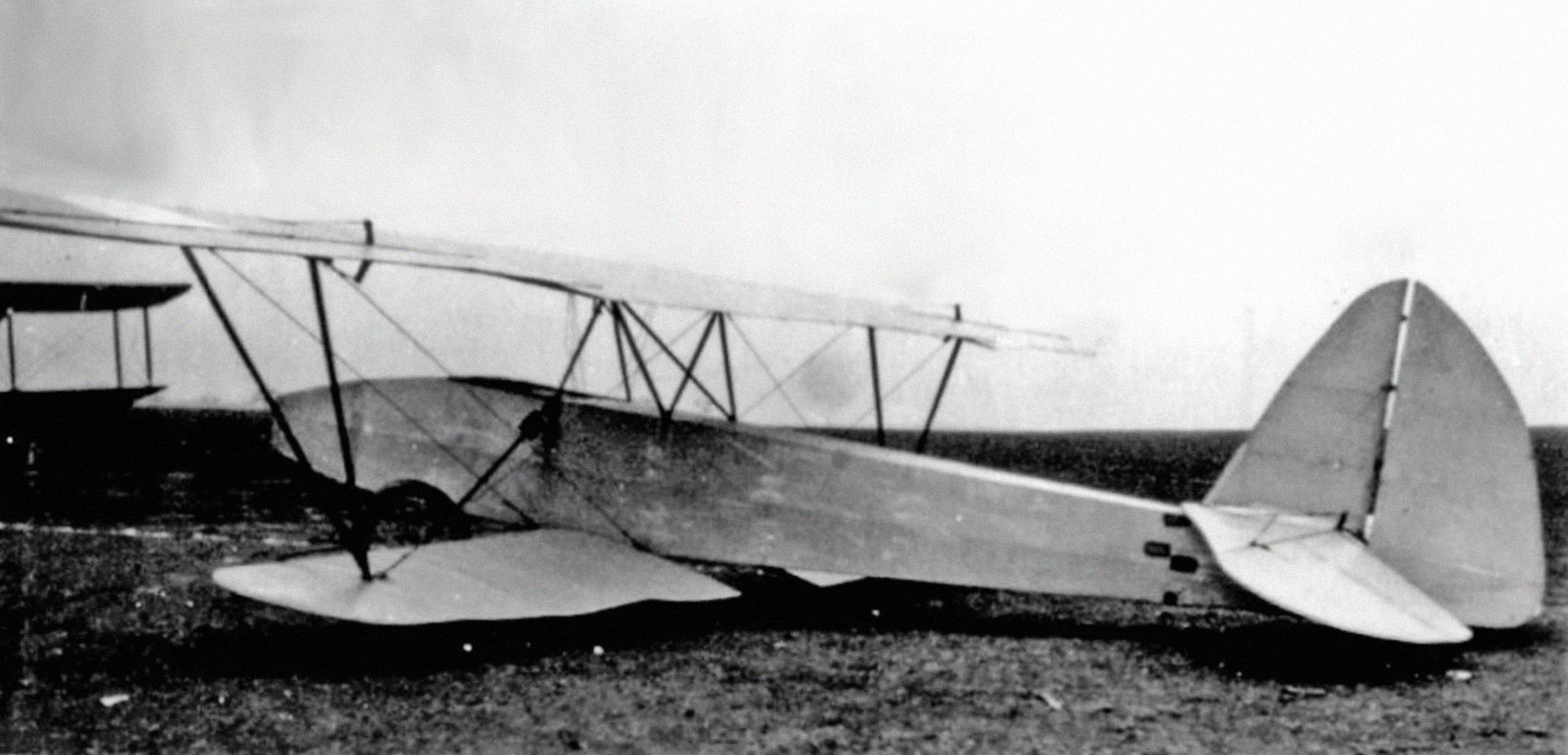
Raab-Katzenstein RK 7, Schleppgleiter
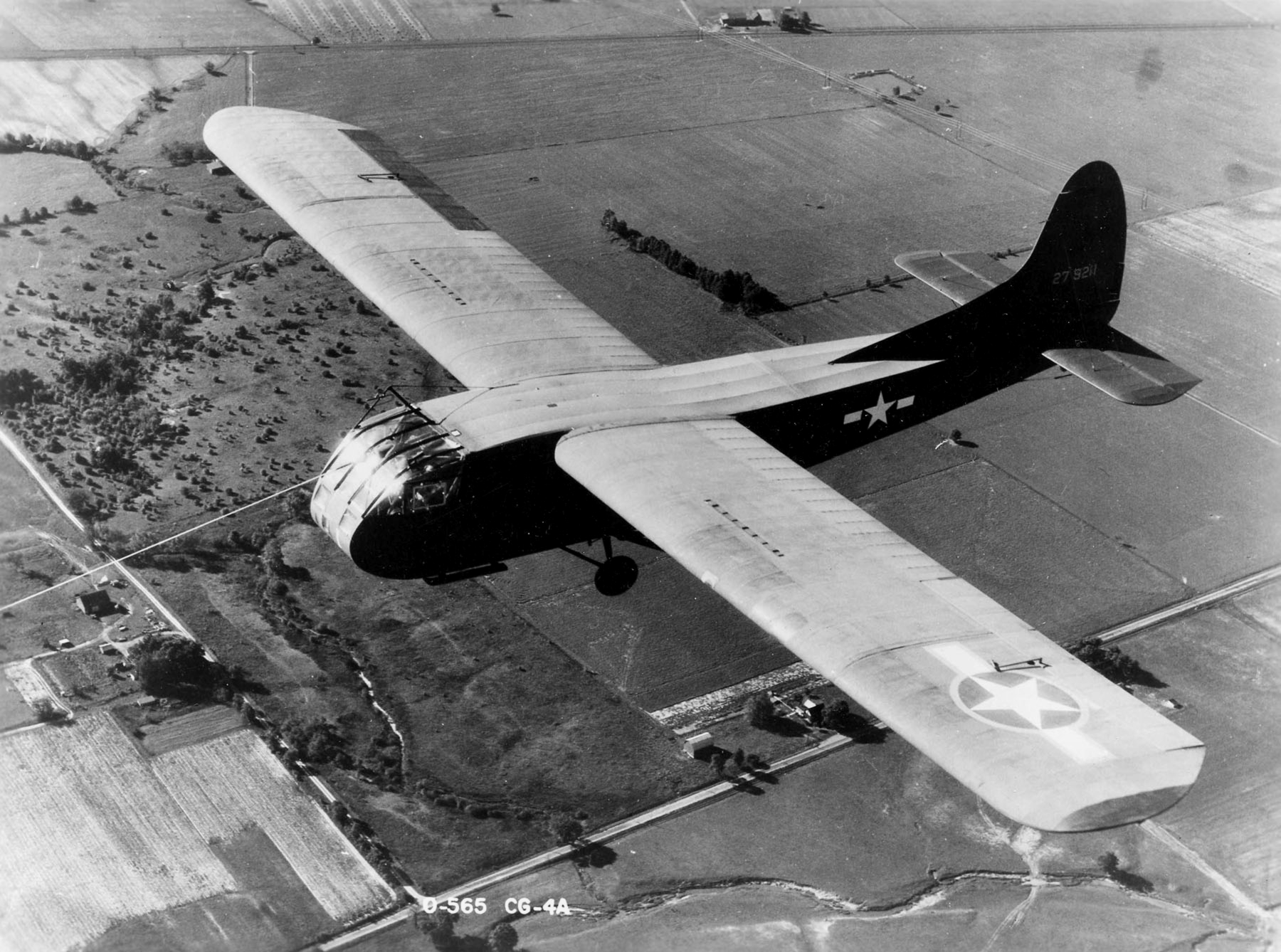
Lastensegler Waco CG-4A (Erstflug 1942)
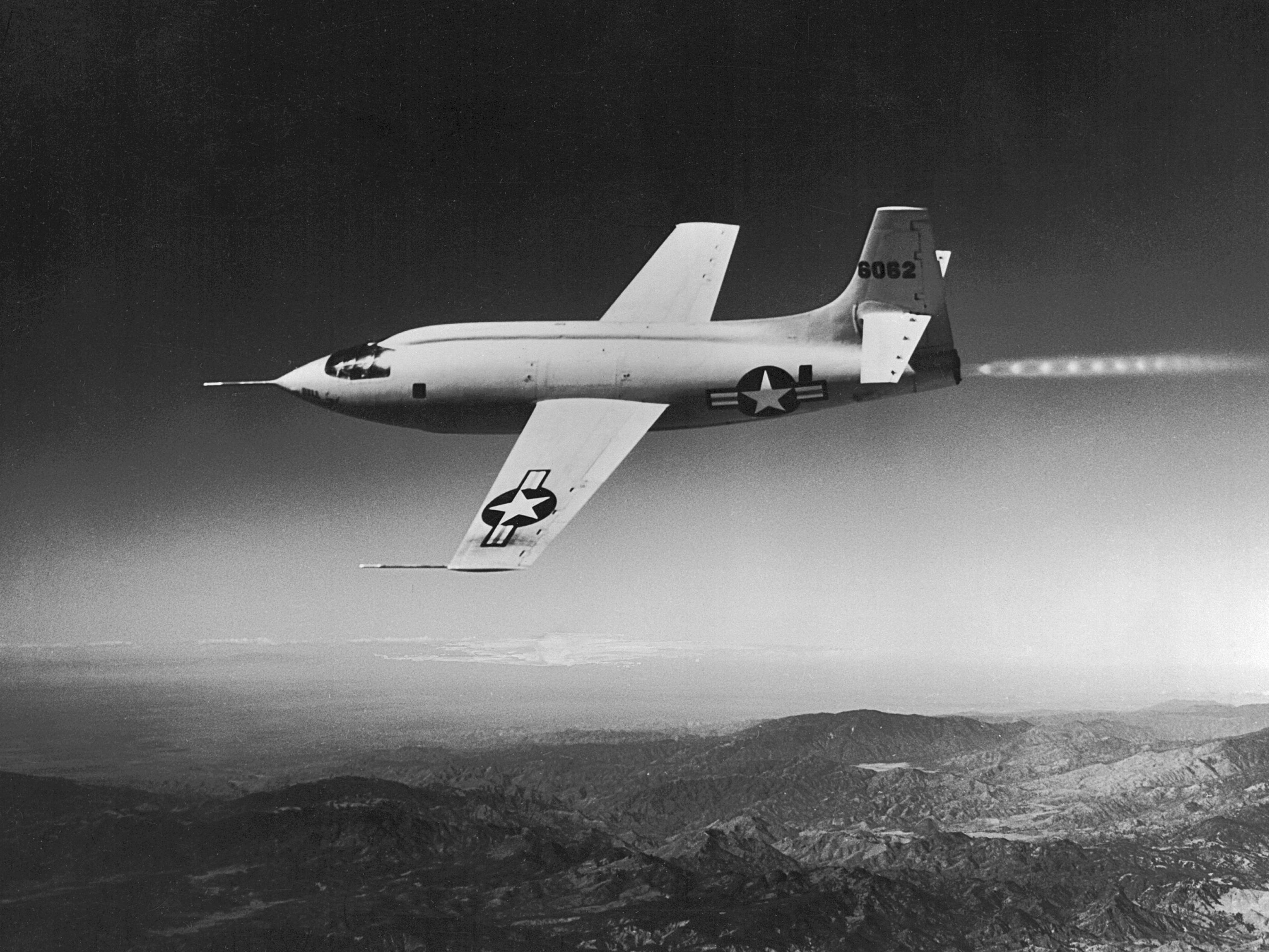
Überschall-Experimentalflugzeug Bell X-1
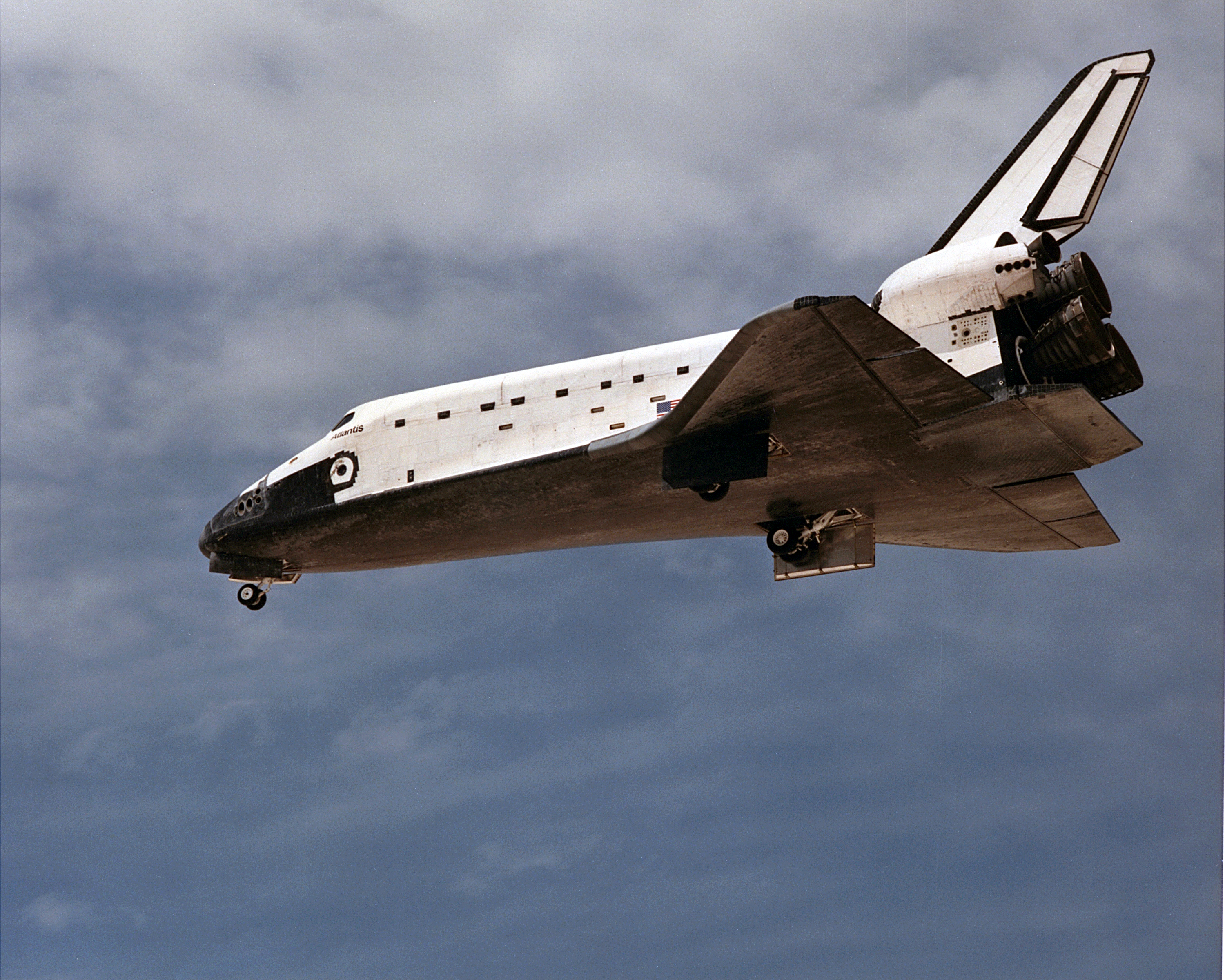
Die Raumfähre Atlantis am 8. Mai 1989 als landendes Gleitflugzeug
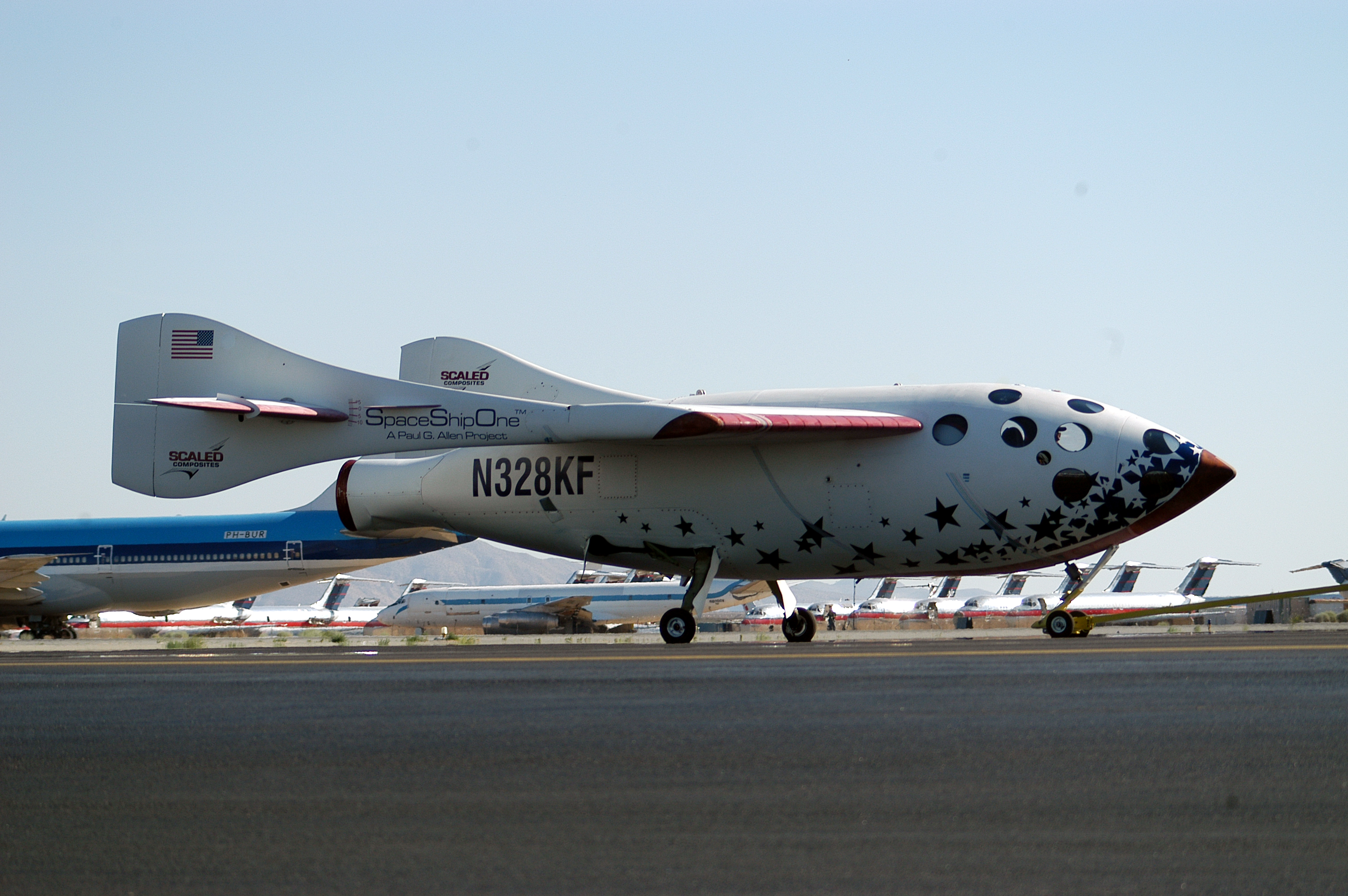
SpaceShipOne, ein Experimentalflugzeug für den suborbitalen Flug

## Luftsportgerät

### Zulassung
Heutige Gleitflugzeuge sind fußstartfähige Segelflugzeuge, die in Deutschland nach § 1 Abs. 4 LuftVZO als „Luftsportgeräte“ oder in Österreich in der „beschränkten Sonderklasse“ zugelassen sind. Sie zeichnen sich durch geringes Gewicht, geringe mögliche Fluggeschwindigkeiten und durch die Betonung der Eigenverantwortung in den relevanten gesetzlichen Regelwerken aus. Im Unterschied zum Hängegleiter mit flexiblem Tragflügel hat ein Gleitflugzeug einen starren Tragflügel.

### Luftsportgeräte-Klasse Ultraleichte Segelflugzeuge

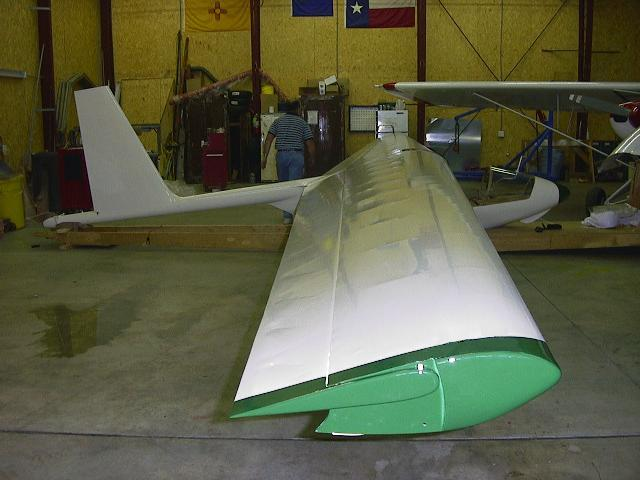
Carbon Dragon, ein Ultraleichtes Segelflugzeug

Gleitflugzeuge gehören in Deutschland nach Ergänzung der 1993 verabschiedeten „Luftsportgeräteverordnung“ in die Luftsportgeräte-Klasse der „Ultraleichten Segelflugzeuge“. Ultraleichte Segelflugzeuge müssen nicht fußstartfähig sein, so dass in dieser Klasse auch Typen vertreten sind, die schwerer sind und auch eine höhere Mindestgeschwindigkeit aufweisen als Gleitflugzeuge. Die Zulassungsgrenzen ultraleichter Segelflugzeuge für beide Werte sind 55 km/h und 120 kg Leermasse, wohingegen bei Gleitflugzeugen die geforderte Fußstartfähigkeit eine Mindestgeschwindigkeit um 30 km/h und eine maximale Leermasse von etwa 50–60 kg bedingt.
Innerhalb der Luftsportgeräte wiederum sind die Gleitflugzeuge nicht den Ultraleichtflugzeugen zuzuordnen, sondern bilden neben Ultraleichtflugzeugen, Hängegleitern, Gleitsegeln und Fallschirmen eine eigene, erst später eingefügte Untergruppe. Zum Führen eines Gleitflugzeugs ist ein eigener Luftfahrerschein erforderlich.

### Interessenvertretung
In Deutschland gibt es die Vereine Deutscher Aero Club e. V.,  Deutscher Hängegleiterverband und DULSV (UL-Segelflugzeuge). Die Vereine einigten sich, dass der DAeC und DULSV bei den für den Betrieb und Technik notwendigen Vorschriften für um drei Achsen gesteuerte Geräte mitwirken. Der DHV widmet sich den hängegleiterähnlichen, gewichtskraftgesteuerten Gleitflugzeugen.

### Beispiele fußstartfähiger Gleitflugzeuge
- ULF-1, 1977
- Aériane Swift, 1989
- Ruppert Archaeopteryx, 2001